# Illustrationes Florae Insulae Maris Pacifici
Illustrationes Florae Insulae Maris Pacifici (abreviado Ill. Fl. Ins. Pacif.) es un libro con descripciones botánicas que fue escrito por Emmanuel Drake del Castillo y publicado en siete partes entre los años 1886 y 1892. Es una síntesis de su estudio y profundización taxonómica de la flora de la Polinesia.